# Baronville
Baronville és un municipi francès, situat al departament del Mosel·la i a la regió del Gran Est. L'any 2007 tenia 387 habitants.

## Demografia

### Població
El 2007 la població de fet de Baronville era de 387 persones. Hi havia 134 famílies, de les quals 30 eren unipersonals (13 homes vivint sols i 17 dones vivint soles), 39 parelles sense fills, 61 parelles amb fills i 4 famílies monoparentals amb fills.
La població ha evolucionat segons el següent gràfic:
Habitants censats

### Habitatges
El 2007 hi havia 152 habitatges, 142 eren l'habitatge principal de la família i 10 estaven desocupats. 128 eren cases i 24 eren apartaments. Dels 142 habitatges principals, 110 estaven ocupats pels seus propietaris, 27 estaven llogats i ocupats pels llogaters i 4 estaven cedits a títol gratuït; 2 tenien dues cambres, 19 en tenien tres, 25 en tenien quatre i 96 en tenien cinc o més. 117 habitatges disposaven pel capbaix d'una plaça de pàrquing. A 64 habitatges hi havia un automòbil i a 63 n'hi havia dos o més.

### Piràmide de població
La piràmide de població per edats i sexe el 2009 era:
| Homes | Edats   | Dones |
| ----- | ------- | ----- |
| 0     | 95 o +  | 0     |
| 0     | 90 a 94 | 0     |
| 0     | 85 a 89 | 0     |
| 4     | 80 a 84 | 0     |
| 8     | 75 a 79 | 8     |
| 4     | 70 a 74 | 12    |
| 0     | 65 a 69 | 8     |
| 16    | 60 a 64 | 24    |
| 8     | 55 a 59 | 8     |
| 16    | 50 a 54 | 12    |
| 0     | 45 a 49 | 12    |
| 16    | 40 a 44 | 8     |
| 12    | 35 a 39 | 12    |
| 20    | 30 a 34 | 12    |
| 16    | 25 a 29 | 4     |
| 20    | 20 a 24 | 20    |
| 12    | 15 a 19 | 36    |
| 8     | 10 a 14 | 16    |
| 0     | 5 a 9   | 4     |
| 4     | 0 a 4   | 4     |

## Economia
El 2007 la població en edat de treballar era de 248 persones, 175 eren actives i 73 eren inactives. De les 175 persones actives 149 estaven ocupades (88 homes i 61 dones) i 26 estaven aturades (12 homes i 14 dones). De les 73 persones inactives 20 estaven jubilades, 16 estaven estudiant i 37 estaven classificades com a «altres inactius».

### Ingressos
El 2009 a Baronville hi havia 146 unitats fiscals que integraven 420,5 persones, la mediana anual d'ingressos fiscals per persona era de 15.124 €.

### Activitats econòmiques
Dels 11 establiments que hi havia el 2007, 1 era d'una empresa extractiva, 2 d'empreses de construcció, 2 d'empreses de comerç i reparació d'automòbils, 2 d'empreses de transport, 1 d'una empresa d'informació i comunicació, 2 d'empreses immobiliàries i 1 d'una empresa de serveis.
Dels 3 establiments de servei als particulars que hi havia el 2009, 1 era un electricista, 1 empresa de construcció i 1 agència immobiliària.
L'únic establiment comercial que hi havia el 2009 era un supermercat.
L'any 2000 a Baronville hi havia 4 explotacions agrícoles.

## Equipaments sanitaris i escolars
El 2009 hi havia 1 escola maternal integrada dins d'un grup escolar amb les comunes properes formant una escola dispersa i 1 escola elemental integrada dins d'un grup escolar amb les comunes properes formant una escola dispersa.

## Poblacions més properes
El següent diagrama mostra les poblacions més properes.